# Rhamphomyia comosa
Rhamphomyia comosa är en tvåvingeart som beskrevs av Bartak 2002. Rhamphomyia comosa ingår i släktet Rhamphomyia och familjen dansflugor. Inga underarter finns listade i Catalogue of Life.